# Buccinum undatum

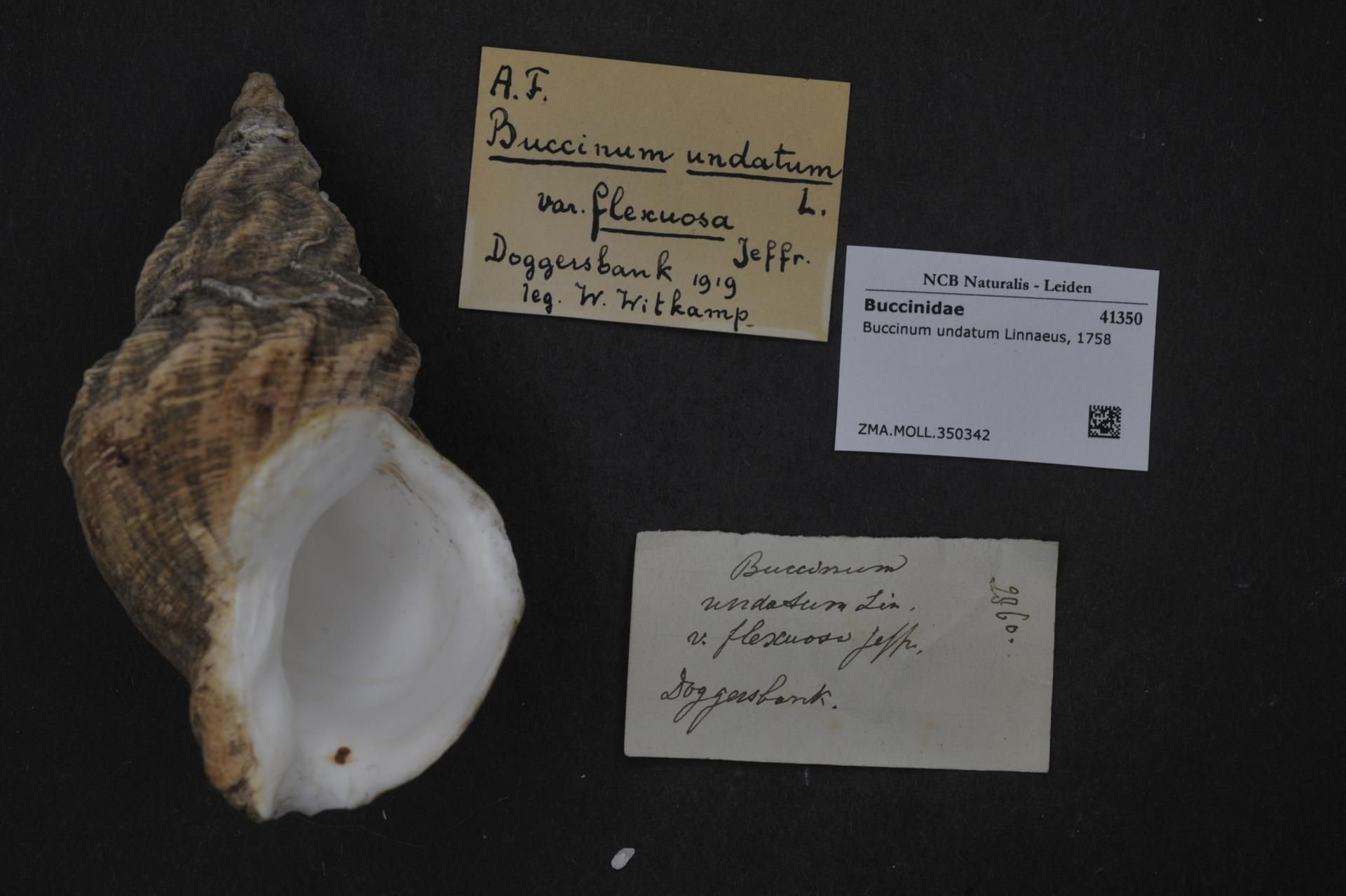
Buccinum undatum Linnaeus, 1758 - museumexemplaar.

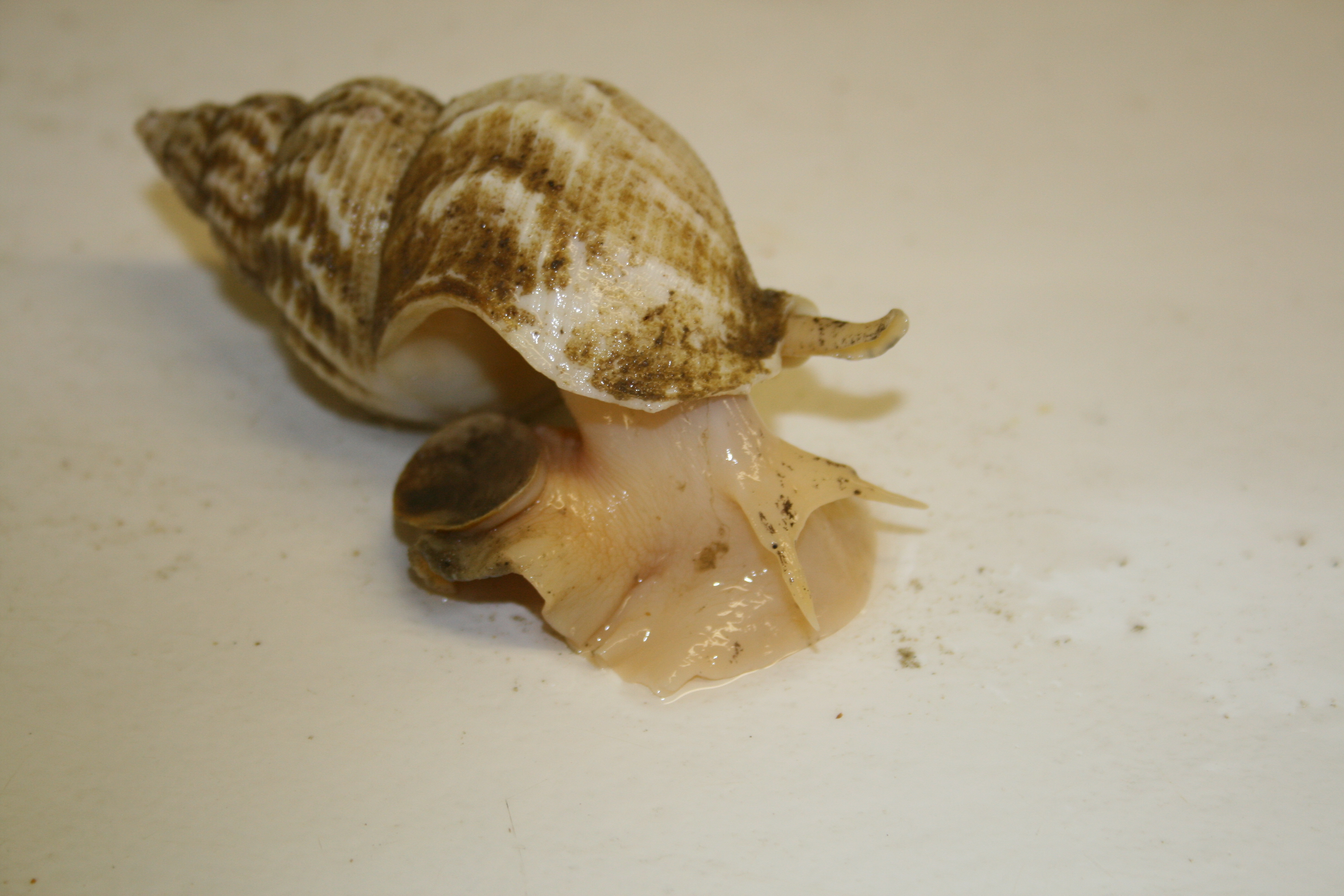
Levend exemplaar

Buccinum undatum is een in zee levende kieuwslak. Het is een van de grootste huisjesslaksoorten uit de Noordzee. Slechts de noordhoren (Neptunea antiqua) is groter.

## Benaming
De meestgebruikte Nederlandse naam voor de Buccinum undatum is wulk, maar die naam wordt ook voor andere slakkensoorten gebruikt. In Vlaanderen (België) spreekt men van wulken als ze droog en koud worden gegeten, en van karakollen als ze warm bereid in een soort van soepje worden aangeboden.
Een andere maar weinig gebruikte benaming voor deze soort is kinkhoorn.
Soms wordt voor de Buccinum undatum ten onrechte de term "escargots" gebruikt, want dit zijn eetbare landslakken.

## Beschrijving

### Schelpkenmerken
Buccinum undatum heeft een kegelvormige schelp die hoger dan breed is en naar boven uitloopt in een tamelijk spitse apex. Er zijn 6-8 bolle windingen met een diepe sutuur ertussen. De mondopening van de schelp is scheef eivormig en loopt aan de onderzijde in een kort sifokanaal uit.
Het schelpoppervlak heeft een sculptuur van horizontale spiraalvormige ribben die vaak worden gekruist door duidelijke groeilijnen. Daaroverheen staan vaak golvende brede verticale ribben met een zwakke S-vorm. Deze brede ribben zijn vaak het duidelijkst ontwikkeld aan de bovenkant van de winding. De kleur van de schelp is geelwit tot bruin, soms met roodachtig bruine vlekken of spiraalbanden. Deze kleuren zijn bij het levende dier niet altijd zichtbaar, omdat de schelp door een bruin periostracum wordt bedekt. Bij op het strand aangespoelde exemplaren is het periostracum vaak afgesleten en is de schelp verkleurd van lichtgrijs tot blauwzwart.
De wulk is voorzien van een hoornachtig operculum.

### Afmetingen van de schelp
- Hoogte: tot 11 cm.
- Breedte: tot 7 cm.

### Kenmerken van het dier
De slak heeft een witgeel gevlekt lichaam en twee lange dunne tasters waarmee zeer goed geuren waargenomen kunnen worden.

### Habitat en levenswijze
De wulk is zowel carnivoor als aaseter. De soort prefereert echter bovenal borstelwormen (Polychaeta), vooral de schelpkokerworm (Lanice conchilega).
Kleine levende zeedieren, zoals tweekleppigen, (vooral kokkels), worden gegeten door een gaatje in de schelp te boren om de sluitspieren te kunnen openen. Als dat is gelukt, kan de schelp worden leeggegeten. Kreeftachtigen worden ook gegeten. Als het dier niet naar voedsel zoekt, zit het vaak ingegraven onder het zand. Wanneer de schelp van een wulk in beslag wordt genomen door een heremietkreeft vestigt zich vaak een kolonie zeerasp op de schelp die hem dan helemaal bedekt. Aan de onderzijde is dan een kale plek omdat dit deel over de bodem schuurt tijdens de wandeling van de kreeft.
Bij goede levensomstandigheden kan de schelphoogte groter dan 12 centimeter worden. Deze exemplaren zijn waarschijnlijk 20 tot 30 jaar oud.
De wulk komt beneden de getijdenzone voor en leeft tot ongeveer 100 meter waterdiepte. Er zijn echter ook waarnemingen van levende dieren op diepten tot 1200 meter. De dieren houden zich het liefst op op zachte modderbodems en tolereren lage zoutgehalten tot ongeveer 15‰ (totaal zoutgehalte).

### Voortplanting
Van oktober tot maart zoeken wulken elkaar op en vindt de paring plaats. De wulk kent aparte seksen en is dus niet tweeslachtig, zoals veel andere weekdieren. De eieren worden afgezet tussen planten of rotsblokken in vuistdikke eiermassa's die bestaan uit doorzichtige hoornachtige eikapsels. In ieder kapsel zitten meerdere eitjes en ondanks honderden tot meer dan duizend eitjes kruipen er uiteindelijk maar enkele tientallen uit. De pasgeboren slakjes, die nog een larvestadium hebben, blijven namelijk een tijdje in de kapsels leven tot ze een wat groter en steviger huisje hebben van ongeveer 3 millimeter hoog. Tot die tijd leven de eerst uitgekomen larven voornamelijk van de nog niet uitgekomen eitjes. Hierdoor blijven de sterksten over. Dit verschijnsel ziet men ook wel bij andere dieren, zoals spinnen en sommige kikkers. Als de slakjes de kapsels hebben verlaten, blijven de lichte en moeilijk afbreekbare kluwens achter, die vaak op het strand aanspoelen.

### Areaal
Een voornamelijk Noordelijk Atlantische verspreiding, van IJsland en het Noordoosten van Noorwegen tot aan de Golf van Biskaje. Aan de Atlantische westkust van Labrador tot New Jersey. In de Noordzee vrij algemeen (maar zie hieronder bij 'bedreiging'). Spoelt nog vrij algemeen aan op Noordzeekusten van Nederland en België. Kluiten van eikapsels spoelen af en toe aan.

### Fossiel voorkomen
De wulk is sinds het Plioceen aanwezig in de Noordzee en komt niet algemeen voor in alle jongere mariene afzettingen in Nederland en België.

### Oorsprong
Het geslacht van Buccinum undatum heeft een langere geologische historie in de Grote Oceaan dan in de Atlantische Oceaan. Het oudste voorkomen van deze soort in de Noordzee is in het Plioceen. Men neemt aan dat het geslacht aan het begin van het Plioceen via de Beringstraat naar de Atlantische Oceaan is gemigreerd en zich daarna verder heeft verspreid. Tot dezelfde migratiegolf horen het Nonnetje, de Alikruik, de Strandgaper en hun verwanten, de Purperslak en de nu uitgestorven Acila cobboldiae.

## Verhouding tot de mens

### Consumptie en ander gebruik

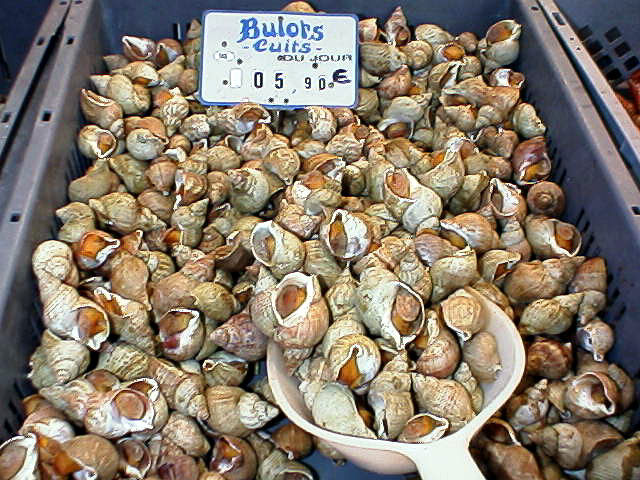
Kleine gekookte wulk (bulot) in Normandië

De wulk zelf wordt ook commercieel gevangen met behulp van vallen en gegeten. Ook worden ze gekookt en met azijn toegevoegd in weckpotten voor consumptie geconserveerd.
In Normandië/Bretagne worden de kleinere slakken (koud, gekookt) gegeten als voorgerecht met mayonaise ‘Bulots Mayonnaise’ of maken zij onderdeel uit van een plateau fruits de mer.
In Vlaanderen spreekt men van wulloks en in Brussel van karikollen. Aan zee werden ze gekookt verkocht en in Brussel eeuwenlang als streetfood, bereid in een pikante bouillon.
In Nederland zijn de kleine slakken (tot ca. 5 cm lengte) slecht verkrijgbaar en vrijwel altijd ongekookt.
De slakken 30 minuten weken in koud water en daarna schoonspoelen.
Vervolgens 20 minuten koken in zout water. Voor het consumeren moet eerst het aan het vlees gehechte kapje (operculum) verwijderd worden.
De structuur van het vlees lijkt op die van inktvis, de smaak is zoet, zoals bij krab.
De grote exemplaren zijn soms taai. De ideale maat voor beginnende eters is ongeveer 4,5 cm. Vroeger was het vooral voedsel voor arme mensen. Tegenwoordig worden de meeste exemplaren geëxporteerd naar oosterse landen.
Vissers gebruikten vroeger de droge kluiten lege eikapsels, die als ze gedroogd zijn op perkament lijken, om de handen mee af te vegen.

### Bedreiging
De wulk was algemeen in de Noordzee maar is door menselijk toedoen sterk achteruitgegaan. De populatie is gereduceerd als gevolg van (in België en Nederland inmiddels verboden) tinhoudende verf op schepen. Schadelijke stoffen in deze verf, met name tributyltinhydride (TBT), veroorzaakten verstoring van de hormonen wat 'imposex' tot gevolg heeft: de vrouwelijke geslachtsorganen veranderen dan in mannelijke geslachtsorganen. Vrouwtjesslakken kunnen zich dan niet meer voortplanten. Hetzelfde verschijnsel is bij de purperslak geconstateerd (met dezelfde gevolgen).
Ook bepaalde visserijtechnieken die de zeebodem omwoelen, tasten deze soort aan, voornamelijk sleepnetten en de boomkor. De metalen kettingen beschadigen de schelpen en nemen de eitjes mee. Beschadigde slakken herstellen zich wel, maar dat gaat ten koste van de voortplantingsproductiviteit. In de Waddenzee komt de wulk niet meer voor, maar echt bedreigd is deze soort niet.